# Вахтин, Борис Борисович
Бори́с Бори́сович Вахти́н (30 ноября 1930 года, Ростов-на-Дону, СССР — 12 ноября 1981 года, Ленинград) — русский советский писатель, драматург, сценарист, философ, переводчик, востоковед-синолог. Кандидат филологических наук, старший научный сотрудник ЛО ИВ АН СССР.

## Биография
Отец — Борис Вахтин, журналист, специальный корреспондент «Комсомольской правды» в Ростове-на-Дону, в 1935 году арестованный и расстрелянный в 1938 году; мать — журналистка, будущая писательница Вера Панова (1905—1973).
В 1937 году Борис Вахтин вместе с матерью, старшей сестрой и младшим братом переехал к бабушке, в полтавскую деревню Шишаки. Во время войны с бабушкой и братом пережил оккупацию. Позже Пановой удалось переправить сына в Пермь. В 1947 году Борис переехал к матери в Ленинград.
В 1954 году окончил китайское отделение Восточного факультета ЛГУ, в 1957 году — аспирантуру. Учился у академиков В. М. Алексеева и Н. И. Конрада. С 1952 года работал в Ленинградском отделении Института народов Азии АН СССР, где в 1962—1964 годах заведовал Дальневосточным кабинетом.
С конца 60-х гг. проживал в кооперативном писательском доме (Новороссийская улица, дом 22).
Похоронен на кладбище в Комарово.
Сын — лингвист Н. Б. Вахтин (род. 1950).

## Творчество
Творческая и профессиональная жизнь Бориса Вахтина делится на две части, две составляющие: официальную и неофициальную.

### Официальная часть
Синолог, кандидат филологических наук (1959, диссертация «Юэфу эпохи Хань и Наньбэйчао — памятник китайской поэзии»), автор работ по литературе Древнего Китая и Кореи. Был принят в Союз писателей СССР как переводчик китайской поэзии, в 1978—1981 годах руководил семинаром переводчиков с восточных языков. Секретарь Секции художественного перевода Союза писателей РСФСР. Учеником Вахтина является М. Е. Кравцова.
Автор сценариев нескольких художественных фильмов, в том числе популярного телефильма «На всю оставшуюся жизнь» (экранизация романа В. Пановой «Спутники») — в соавторстве с режиссёром Петром Фоменко.
Написал очерк «Гибель Джонстауна», посвящённый массовому самоубийству членов американской секты «Храм народов». Опубликован очерк был в 1982 году в журнале «Новый мир» уже после смерти Вахтина.

### Неофициальная часть

##### Критика
- «Советский социум предстаёт перед читателем в трёх повестях Б. Вахтина — „Лётчик Тютчев, испытатель“, „Абакасов — удивлённые глаза“ и „Ванька Каин“. Художественный метод писателя — создание обобщённой картины советского образа жизни из деталей быта, фрагментов человеческих судеб, пересечения их мыслей, анекдотов». (Б. И. Иванов. «Литературные поколения в ленинградской неофициальной литературе: 1950-е — 1980-е годы» // Самиздат Ленинграда. 1950-е — 1980-е: Литературная энциклопедия. — М., Новое литературное обозрение, 2003.)
- «В „Лётчике Тютчеве“ и в „Абакасове — удивлённые глаза“ Вахтин был, на мой вкус, одним из немногих прозаических писателей послевоенного времени (наряду, конечно, с Венедиктом Ерофеевым и, быть может, с Сашей Соколовым первых двух романов), достигших, говоря по-старинному, совершенства прозы и, тем самым, безотносительности к условиям и обстоятельствам её написания». (Олег Юрьев. «Писатель как сотоварищ по выживанию» // В. А. Губин. Илларион и Карлик. Повесть о том, что… СПб 1997.)
- «Русская литература на том коротком отрезке, когда писал Вахтин, знает лишь немногих авторов …, у которых в подобной мере проявляется любовь к слову и словесному изображению». (Вольфганг Казак. «Лексикон русской литературы XX века». — М.: РИК «Культура», 1996.)
- «История недолгой любви, перемежающаяся описанием ужасов войны и вдохновенными одами русской природе, разложена на несколько глав-разговоров, в которых собеседниками героев на равных выступают огородное пугало, колодец и сама земля, а спотыкающаяся разговорная речь местами приобретает эпический масштаб. Бытовые детали и балансирующие на грани абсурда диалоги увидены здесь как часть естественного цикла бытия, в котором и обретается последняя простота и правда». (Сайт «Полка» о повести «Одна абсолютно счастливая деревня», 2018)

#### Общественная деятельность
В 1960-е гг. Борис Вахтин был фактически неформальным лидером молодых ленинградских писателей, организовывал литературные выступления, выступил инициатором составления сборника группы «Горожане». Вёл на ленинградском телевидении программу «Русский язык», в 1966 г. был отстранён от работы за высказывания, прозвучавшие во время телепередачи, посвящённой сохранению традиционных топонимов. 30 января 1968 г. участвовал в организации вечера Экспериментального литературного объединения, после которого разгневанное ленинградское партийное руководство инициировало кампанию увольнений и проработок.
Был близок к правозащитному движению, подписывал обращения в защиту политзаключённых. В 1964 году выступал в поддержку Иосифа Бродского. Подпись Вахтина, удостоверяющая точность пересказа, стоит под записями из зала суда над Бродским.
В 1966 году во время суда над Андреем Синявским и Юлием Даниэлем («процесс Синявского-Даниэля») вёл записи, позже использовавшиеся в «Хронике текущих событий».
В 1974 году привлекался свидетелем по делу Владимира Марамзина и Михаила Хейфеца, но от дачи показаний отказался, из-за чего впоследствии не смог защитить докторскую диссертацию.

## Изданные книги
- Эпические сказания народов Южного Китая. М.; Л.: Изд-во АН СССР, 1956 (перевод, комментарии; совм. с Р. Ф. Итсом).
- Юэфу: Из древних китайских песен. М.; Л.: Гослитиздат ЛО, 1959 (перевод, комментарии).
- Юэфу: Из средневековой китайской лирики. М.: Наука, 1964 (перевод, комментарии).
- Борис Вахтин. Две повести (Одна абсолютно счастливая деревня; Дублёнка) — Анн Арбор: Ардис, 1982.
- Борис Вахтин. Гибель Джонстауна. — Л.: Советский писатель, 1986. — 325 с.
- Борис Вахтин. Так сложилась жизнь моя...: Повести и рассказы / Послесл. М. Борисовой. — Л.: Сов. писатель : Ленингр. отд-ние, 1990. — 349 с. — 50 000 экз. — ISBN 5-265-01067-X.
- Борис Вахтин. Портрет незнакомца. Сочинения. — СПб.: Журнал «Звезда», 2010. — 930 с. — ISBN 978-5-7439-0149-4.

## Фильмография
- 1971 — Найди меня, Лёня!
- 1975 — Лавина
- 1975 — На всю оставшуюся жизнь…